# NGC 2555
NGC 2555 ist eine Balken-Spiralgalaxie vom Hubble-Typ SBab im Sternbild Hydra südlich der Ekliptik. Sie ist schätzungsweise 190 Millionen Lichtjahre von der Milchstraße entfernt und hat einen Durchmesser von etwa 105.000 Lj.
Das Objekt wurde am 20. Dezember 1784 von Wilhelm Herschel entdeckt.